# Osmonaskeleet
Osmonaskeleet är en ö i Finland. Den ligger i sjön Kuonanjärvi och i kommunen Nyslott i  landskapet Södra Savolax, i den sydöstra delen av landet, 300 km nordost om huvudstaden Helsingfors. Öns största längd är 10 meter i nord-sydlig riktning.